# Lilla Skärsjön (Hjälmseryds socken, Småland)
Lilla Skärsjön är en sjö i Sävsjö kommun i Småland och ingår i Mörrumsåns huvudavrinningsområde. Sjön har en area på 0,0791 kvadratkilometer och ligger 211,7 meter över havet.

## Delavrinningsområde
Lilla Skärsjön ingår i det delavrinningsområde (633491-142174) som SMHI kallar för Ovan 633443-142408. Medelhöjden är 224 meter över havet och ytan är 33,65 kvadratkilometer. Det finns inga delavrinningsområden uppströms utan avrinningsområdet är högsta punkten. Lekarydsån som avvattnar avrinningsområdet har biflödesordning 2, vilket innebär att vattnet flödar genom totalt 2 vattendrag innan det når havet efter 125 kilometer. Delavrinningsområdet består mestadels av skog (79 procent). Avrinningsområdet har 1,82 kvadratkilometer vattenytor vilket ger det en sjöprocent på 5,4 procent.